# Tanya Bühler
Tanya Bühler (6 settembre 1983) è un'ex sciatrice alpina svizzera.

## Biografia
Originaria di Engelberg e attiva dal dicembre del 1998, la Bühler esordì in Coppa Europa il 16 gennaio 2001 a Davos in slalom gigante, senza completare la prova; ai Mondiali juniores di Tarvisio 2002 vinse la medaglia d'argento nella combinata. In Coppa Europa conquistò il miglior piazzamento il 16 marzo 2002 a La Clusaz in supergigante (7ª) e prese per l'ultima volta il via il 15 gennaio 2005 a Megève in discesa libera (17ª). Si ritirò al termine di quella stessa stagione 2004-2005 e la sua ultima gara fu uno slalom gigante FIS disputato il 3 marzo a Brigels, non completato dalla Bühler; in carriera non debuttò in Coppa del Mondo né prese parte a rassegne olimpiche o iridate.

## Palmarès

### Mondiali juniores
- 1 medaglie:
  - 1 argento (combinata a Tarvisio 2002)

### Coppa Europa
- Miglior piazzamento in classifica generale: 87ª nel 2002

### Campionati svizzeri
- 1 medaglia:
  - 1 argento (combinata[senza fonte] nel 2001)